# Fatines
Fatines település Franciaországban, Sarthe megyében. Lakosainak száma 905 fő (2022. január 1.). Fatines Saint-Corneille, Yvré-l’Évêque, Champagné és Saint-Mars-la-Brière községekkel határos.

## Népesség
A település népességének változása:
| Lakosok száma | 823  | 836  | 857  | 845  | 849  | 850  | 857  | 881  | 905  |
|               | 2013 | 2015 | 2016 | 2017 | 2018 | 2019 | 2020 | 2021 | 2022 |